# Zār

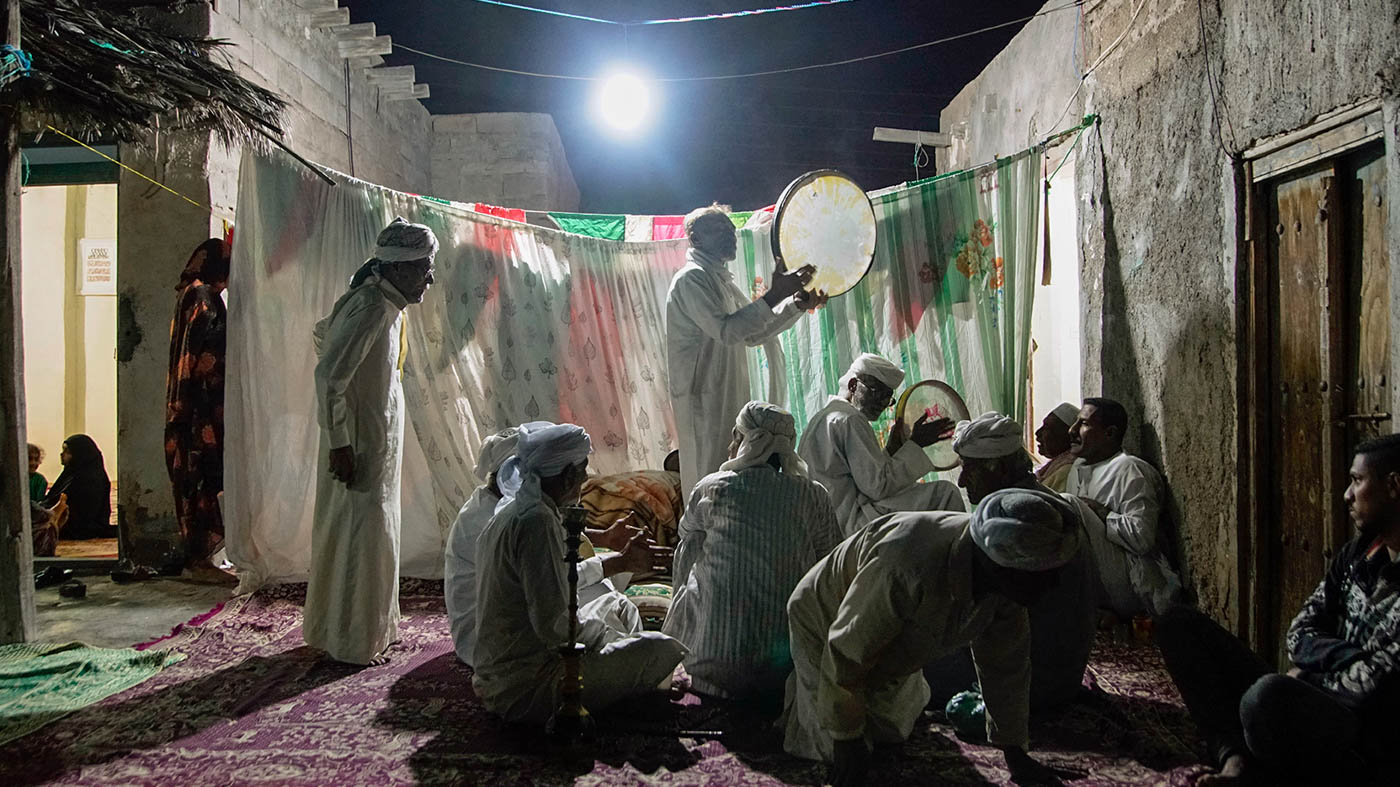
Cérémonie zār sur l'île d'Ormuz.

Le zar est à la fois un démon, un rite, et un genre musical du Moyen-Orient et de la Corne de l'Afrique.
Dans les cultures de la Corne de l'Afrique et des régions adjacentes du Moyen-Orient, le zār (en arabe, زار, en guèze, ዛር) désigne un démon, un esprit, qui prend possession d'un individu, la plupart du temps une femme, et qui cause maladie ou malaise. Le zār désigne aussi le rituel destiné à exorciser la personne possédée.
Le zār est aussi devenu une pratique musicale, populaire dans la culture urbaine contemporaine du Caire et des autres grandes villes du monde islamique et réservé aux femmes. Le cérémonial implique l'usage de produits alimentaires et des performances musicales, et il culmine par une danse extatique pouvant durer de trois à sept nuits. La lyre à six cordes, appelée tanbūra, est fréquemment utilisée ainsi que d'autres instruments, tels le manjur (en), une ceinture en cuir faite de sabots de chèvres, et divers instruments à percussion.

## Origine
Au début du xxe siècle, les universitaires attribuent une origine éthiopienne (d'Abyssinie) à cette croyance, comme l'Encyclopédie de l'Islam de 1934. Un voyageur du début du xixe siècle, William Cornwallis Harris, décrit le rituel abyssinien du sár, destiné à éliminer la maladie chez une personne, à l'occasion duquel une poule ou une chèvre est sacrifiée et son sang mélangé à de la graisse et du beurre ; la préparation est cachée sous une allée et ceux qui passent au-dessus sont censés aider à faire régresser la maladie. Messing (1958) établit que le culte est particulièrement bien développé dans le nord de l'Éthiopie, la région Amhara, autour de la ville de Gondar. Son expansion au-delà de la Corne de l'Afrique daterait ainsi du xviiie siècle ou du début du xixe siècle, lorsqu'elle est introduite par les esclaves éthiopiens employés dans les harems ottomans de la province d'Égypte. 
D'autres auteurs comme Frobenius suggèrent que le zār (mais aussi le culte bori, un culte comparable pratiqué par les peuples Haoussas) provient de Perse. Walker (1935) avance que son origine pourrait être liée à la cité de Zara, en Iran, ou une racine arabe زار, qui signifie « visiter », en allusion à la « visite » de l'esprit dans la personne du possédé. Modarressi (1986) suggère une étymologie perse. Mirzai Asl (2002) suggère que l'expansion depuis l'Iran se serait produite au xixe siècle, à l'époque de la dynastie Kadjar, par le truchement d'Africains arrivés en Iran via la traite arabe. Natvig (1988) rapporte que le culte zār sert de refuge aux femmes et aux hommes « efféminés » dans la région soudanaise (sud du Sahel) soumise à la loi islamique.

## Variantes
Il existe des variantes du zār, telles que celle de la région de Suakin, un port soudanais (zār sawāknī), celle du peuple  Zandé (zār Nyamānyam, en référence à Nyame, le Dieu des Akan chez les Zandé), ou encore celle des Babinga et des Nakurma (zār nugāra). On le rencontre aussi chez les Shilluk et les Dinka et, sous la forme du dinia, chez les Nouba.

## Esprits
En Éthiopie, zār est le terme qui désigne les démons ou les esprits maléfiques. Dans le même temps, beaucoup d'Éthiopiens croient en des esprits bénéfiques et protecteurs, nommés abdar. La croyance en ces esprits est aussi répandue chez les musulmans et chez les chrétiens.
Comme il est habituel dans les religions traditionnelles, les maladies psychiatriques, au sens moderne du terme, sont attribuées à des cas de possession par des esprits. Ĥēṭ, est un terme utilisé pour les esprits possessifs, à l'instar de tumbura.
Une légende rapporte qu'il existe quatre-vingt-huit sároch, émissaires maléfiques au service d'un esprit nommé Warobal Mama, lesquels résident dans le lac Alobar dans la région de Menz, en Éthiopie.
Le zār fait partie des croyances communes parmi les émigrants éthiopiens en Amérique du Nord, en Europe ou en Israël. Par exemple, les Falashas conjuguent fréquemment la croyance juive avec celle du zār.
Dans le sud de l'Iran, le zār est compris comme un « vent mauvais », causant malaise et maladie. Il existe plusieurs de ces vents : Maturi, Šayḵ Šangar, Dingemāru, Omagāre, Bumaryom, Pepe, Bābur, Bibi, Namrud.

## Musique
Le zar est devenu une musique traditionnelle dans plusieurs pays de la région, associée à des rites de guérison d'exorcisme. Il est aussi devenu un art à part entière, prisé par les touristes.
En 2011, l'Ensemble Shanbehzadeh (en) sort un album intitulé Zār, en collaboration avec le trio du musicien de jazz Matthieu Donarier.

### Éthiopie
- (en) A. Arieli et S. Aychek, « Mental disease related to being belief in being possessed by the 'Zar' spirit », Journal of the Israel Medical Association, vol. 126,‎ 1996, p. 636–642.
- (en) Harald Aspen, Amhara Traditions of Knowledge : Spirit Mediums and Their Clients, Harrassowitz Verlag, 2001.
- (en) Monika Edelstein, « Lost Tribes and Coffee Ceremonies: Zar Spirit Possession and the Ethno-Religious Identity of Ethiopian Jews in Israel », Journal of Refugee Studies, vol. 15, no 2,‎ 2002, p. 153–170 (DOI 10.1093/jrs/15.2.153).
- (en) Niall Finneran, « Ethiopian Evil Eye Belief and the Magical Symbolism of Iron Working », Folklore, vol. 114, no 3,‎ 2003, p. 427–432 (DOI 10.1080/0015587032000145414, lire en ligne).
- (en) N. Grisaru et D. Budowski, « Possession by the "Zar" among Ethiopian immigrants to Israel: psychopathology or culture-bound syndrome? », Psychopathology, vol. 30, no 4,‎ 1997, p. 223–233 (PMID 9239794, DOI 10.1159/000285051).
- (en) E. Witzum, N. Grisaru et D. Budowski, « The 'Zar' possession syndrome among Ethiopian immigrants to Israel: cultural and clinical aspects », British Journal of Medical Psychiatry, vol. 69, no 3,‎ 1996, p. 207–225 (DOI 10.1111/j.2044-8341.1996.tb01865.x).
- (en) Y. Kahana, « The zar spirits, a category of magic in the system of mental health care in Ethiopia », The International Journal of Social Psychiatry, vol. 31, no 2,‎ 1985, p. 125-143.
- Michel Leiris, « Le Culte des Zars à Gondar », Aethiopica, vol. 4, nos 96–103,‎ 1934, p. 125–136.
- Michel Leiris, « La Possession aux Génies "Zar" en Éthiopia du Nord », Journal de Psychologie Normale et Pathologique, vol. 35,‎ 1938, p. 107–125.
- (en) Simon Messing, « Group therapy and social status in the Zar cult of Ethiopia », American Anthropologist, no 60,‎ 1958, p. 1120-1126.
- (en) E. Fuller Torrey, « The Zar cult in Ethiopia », International Journal of Social Psychiatry, vol. 13, no 3,‎ 1967, p. 216–223 (PMID 5585776, DOI 10.1177/002076406701300306).
- (en) Joseph Tubiana, « Zar and Buda in Northern Ethiopia », dans I. M. Lewis, A. Al-Safi et S. Hurreiz (éds.), Women's medicine: The Zar Bori cult in Africa and beyond, Edinburgh University Press, 1991, p. 19–33.
- (en) Allan Young, « Why Amhara get kureynya: sickness and possession in an Ethiopian Zar cult », American Ethnologist, vol. 2, no 3,‎ 1975, p. 567–584 (DOI 10.1525/ae.1975.2.3.02a00130)
- (en) William Cornwallis Harris, The Highlands of Ethiopia, projet Gutenberg, 2011 (1re éd. 1844), ebook.
- (en) Thomas P. Ofcansky et LaVerle Bennette Berry, Ethiopia, Library of Congress Federal Research Division, coll. « A Country Study », 1991 (lire en ligne).
- (en) Charles Kemp, « Ethiopians & Eritreans », sur bearspace.baylor.edu, Refugee Health – Immigrant Health, Baylor University, 2011 (version du 7 janvier 2014 sur Internet Archive).

### Soudan
- (en) Janice Boddy, Wombs and Alien Spirits : Women, Men and the Zar Cult in Northern Sudan, University of Wisconsin Press, 1989.
- (en) Lidwien Kapteijns et Jay Spaulding, « Women of the Zar and Middle-Class Sensibilities in Colonial Aden, 1923-1932 », Sudanic Africa, no 5,‎ 1994, p. 7–38.
- (en) G.P. Makris, Changing masters : spirit possession and identity construction among slave descendants and other subordinates in the Sudan, Evanston, Illinois, Northwestern University Press, 2000, 432 p. (ISBN 0-8101-1698-7, lire en ligne).

### Égypte
- (en) Hani Fakhouri, « The Zar Cult in an Egyptian Village », Anthropological Quarterly, vol. 41, no 2,‎ avril 1968, p. 49–56.
- (en) Brenda Z. Seligmann, « On the Origin of the Egyptian Zar », Folklore, vol. 25, no 3,‎ septembre 1914, p. 300–323.
- (en) Richard Natvig, « Liminal Rites and Female Symbolism in the Egyptian Zar Possession Cult », Numen, vol. 35, no 1,‎ juillet 1988, p. 57–68 (DOI 10.2307/3270140).

### Somalie
- (it) F. Giannattasio, « Somalia: La Terapia Corentico-musicale del Mingi », Culture Musicale, Quaderni di Ethnomusicologia, vol. 2, no 3,‎ 1983, p. 93–119.

### Iran
- (en) Taghi Modarressi, The zar cult in south Iran. In Trance and possession states, Montréal, Éd. Raymond Prince, R. M. Bucke Memorial Society, 1986.
- (en) Behnaz A. Mirzai Asl, « African Presence in Iran: Identity and its Reconstruction in the 19th and 20th Centuries », Revue française d'histoire d'Outre Mer, t. 89, nos 336-337,‎ 2002, p. 229-246 (DOI 10.3406/outre.2002.3991).
- (en) Maria Sabaye Moghaddam, « Zār », dans Encyclopædia Iranica, 2009 (lire en ligne).
- (en) Mary Elaine Hegland, « Afro-Iranian Lives; The African-Baluchi Trance Dance », Iranian Studies, vol. 50, no 1,‎ 2017, p. 169-172 (DOI 10.1080/00210862.2017.1269454).

## Filmographie
- Le film The African-Baluchi Trance Dance de 2012 dépeint une variété d'activités liées au zar dans le sud-est de l'Iran[25].